# Campagne de Bretagne
La campagne de Bretagne (560-578) est une guerre opposant le royaume des Francs et le royaume breton du Vannetais. Elle oppose successivement trois rois francs et trois rois bretons et se solde par un échec des Francs. 

## Canao contre Clothaire
En 560, le roi du Vannetais, Canao Ier s'allie avec Chramn, le fils et l'opposant du roi Clotaire Ier. 
Ils meurent tous les deux lors d'une bataille contre le roi de Francie la même année.

## Macliau contre Caribert
Après la mort de Canao (560), son fils, l'évêque Macliau abandonne le magistère, se marie et se proclame roi du Vannetais. Il doit cependant partager son royaume avec le comte Budic, qui récupère la Cornouaille.
En 561, Clotaire s'éteint à son tour. Son successeur, Caribert (561-567), ne montre toutefois pas beaucoup d'intérêt pour la campagne de Bretagne.
À la mort de Budic, en 577, Macliau tente d'accaparer la Cornouaille aux dépens du fils de Budic, Theuderic.
Theuderic parvient à tuer Macliau et son fils Jacob, met fin à la guerre, mais scelle une alliance avec le second fils de Macliau, Waroch.

## Waroch contre Chilpéric
En 578, Waroch reprend Vannes à Chilpéric asseyant ainsi sa domination sur le Bro-Waroch (Broërec). 
Le roi franc lève donc une armée qui finit vaincue. La guerre s'achève par un traité : Waroch annexe définitivement Vannes, mais doit payer à Chilpéric un tribut, garanti par la prise en otage de son fils.